# Сквер імені М. Гоголя
Сквер імені Н. В. Гоголя — парк у центральній частині міста Ніжина. Площа — 3 га.

## Історія
У 1870-ті роки було закладено «сквер Тарновського» — на честь громадського та культурного діяча Василя Тарновського — на частині колишньої Соборної площі. У 1921 році сквер отримав сучасну назву — на честь письменника Миколи Гоголя. У 1937 році сквер засаджений декоративними деревами, переважно цінних порід, ще одна частина площі приєднана до сквера. Навколо скверу було зведено огорожу з невисоких художньо оформлених металевих секцій, біля виходу на Поштову вулицю (перехрестя Поштової та Батюка) розташований невеликий будинок для сторожа (не зберігся).

## Опис
Сквер має форму прямокутника та обмежується вулицями Гоголя, Батюка, Стефана Яворського та площею Заньковецької. Вхід у сквер прикрашають дві меморіальні дошки: першому міському парку та Василю Тарновському, встановлені на ліхтарних стовпах.
1881 року в центрі скверу встановлено Пам'ятник Миколі Гоголю — пам'ятник монументального мистецтва національного значення. У сквері була розташована Братська могила працівників Ніжинської міліції — певний період пам'ятка історії місцевого значення (04.06.2019 знята з державного обліку), де розташований пам'ятник працівникам Ніжинської радянської міліції, встановлена у 1977 році .
У східній частині скверу розташовані пам'ятники архітектури Миколаївський собор та Церква Іоанна Предтечі та торгові ряди (Ніжинський міський будинок культури).